# جيري مكدونالد
جيري مكدونالد (بالإنجليزية: Gerry McDonald)‏ هو لاعب هوكي الجليد أمريكي، ولد في 18 مارس 1958 في ويماوث في الولايات المتحدة.

## وصلات خارجية
- جيري مكدونالد على موقع دوري الهوكي الوطني (الإنجليزية)
- جيري مكدونالد على موقع قاعة مشاهير الهوكي (لاعب أن.إتش.أل) (الإنجليزية)
- جيري مكدونالد على موقع EliteProspects.com (الإنجليزية)
- جيري مكدونالد على موقع HockeyDB.com (الإنجليزية)
- جيري مكدونالد على موقع Hockey-Reference.com (الإنجليزية)